# Phyllopodopsyllus xenus
Phyllopodopsyllus xenus is een eenoogkreeftjessoort uit de familie van de Tetragonicipitidae. De wetenschappelijke naam van de soort is voor het eerst geldig gepubliceerd in 1951 door Kunz.